# Бути ліверпульцем
«Бути ліверпульцем» (англ. «Being: Liverpool») — документальний телесеріал про футбольний клуб «Ліверпуль» спільного виробництва каналів Fox Soccer та Канал 5. У серіалі показана підготовка команди у міжсезоння в Північний Америці в липні 2012 року та підготовка до перших матчів сезону 2012-13 в Прем'єр-лізі.
Серіал складається з шести серій. В Україні серіал показав канал «Футбол». Оповідачем виступив актор Клайв Оуен, який все життя вболіває за «Ліверпуль».